# ريكي إيفانز (لاعب دارت)
ريكي إيفانز (بالإنجليزية: Ricky Evans)‏ هو لاعب دارت بريطاني، ولد في 29 يوليو 1990 في إنجلترا في المملكة المتحدة.

## وصلات خارجية
- ريكي إيفانز على موقع DartsDatabase.co.uk (الإنجليزية)